# Badan Meteorologi, Klimatologi, dan Geofisika
Badan Meteorologi, Klimatologi, dan Geofisika (BMKG; englisch Meteorology, Climatology, and Geophysical Agency) ist eine indonesische Regierungsbehörde für Meteorologie, Klimatologie und Geophysik.

## Geschichte
Der erste Vorläufer der Behörde war das Magnetisch en Meteorologisch Observatorium, welches 1866 durch die Regierung von Niederländisch-Indien gegründet wurde.

Während der japanischen Besatzung zwischen 1942 und 1945 wurde der Name in Kishō kōzō kusho (気象構造区処) geändert.
Nach der Unabhängigkeitserklärung Indonesiens im Jahr 1945 wurde die Behörde in zwei Teile geteilt: In Yogyakarta auf Java wurde ein Büro für Meteorologie gegründet, das sich im Obersten Hauptquartier der Streitkräfte Indonesiens befand und speziell den Interessen der Luftwaffe diente, und in Jakarta wurde ein dem Ministerium für Infrastruktur und Energie (Kementerian Pekerjaan Umum dan Tenaga) unterstehendes Büro für Meteorologie und Geophysik gegründet. Am 21. Juli 1947 wurde dieses von der niederländischen Regierung übernommen und in Meteorologisch en Geofisiche Dienst umbenannt.
Im Jahr 1949, nach der Souveränitätsübergabe der Niederlande an die Republik Indonesien, wurde der Meteorologisch en Geofisiche Dienst in die Abteilung für Meteorologie und Geophysik (Jawatan Meteorologi dan Geofisika) des Verkehrsministeriums umgewandelt. Darüber hinaus wurde Indonesien 1950 offiziell Mitglied der Weltorganisation für Meteorologie (WMO) und der Leiter der Abteilung für Meteorologie und Geophysik wurde ständiger Vertreter Indonesiens bei der WMO.
1955 erfolgte eine Umbenennung der Ministeriumsbteilung in Lembaga Meteorologi dan Geofisika.
Im Jahr 1965 wurde der Name in Direktorat Meteorologi dan Geofisika („Direktorat für Meteorologie und Geophysik“) geändert. Im Jahr 1972 erfolgte eine Umbenennung in Pusat Meteorologi dan Geofisika und 1980 in Badan Meteorologi dan Geofisika, wobei die Position weiterhin beim Verkehrsministerium verblieb. Im Jahr 2002 wurde mit den Präsidialerlassen Nr. 46 und 48 die Organisationsstruktur in eine ministeriumsunabhängige Regierungsbehörde geändert.

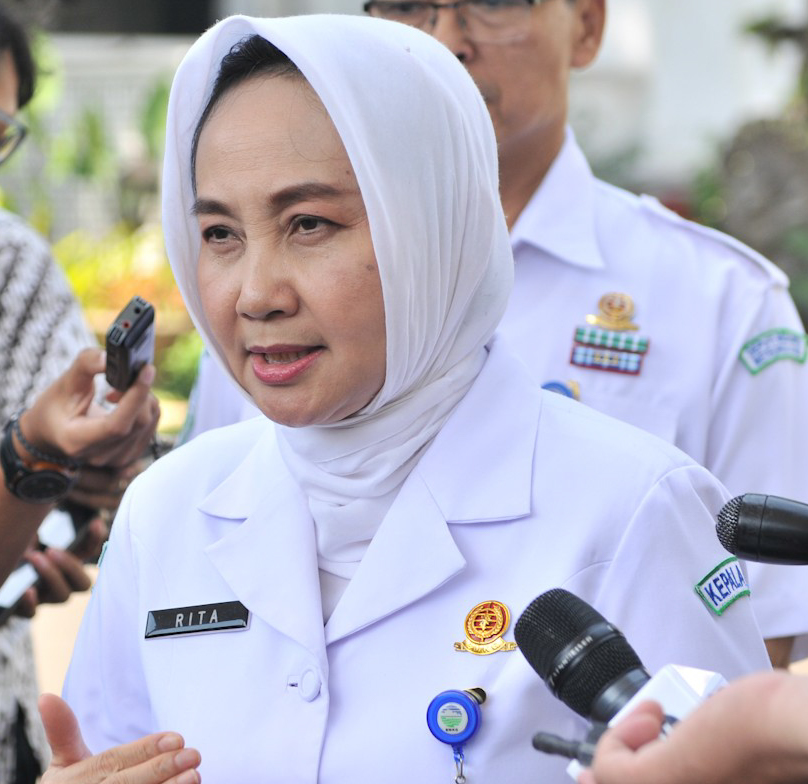
Leiterin der BMKG Dwikorita Karnawati im Jahr 2019

Schließlich wurde die Behörde 2008 mit der Präsidialerlass Nr. 61 von Badan Meteorologi dan Geofisika (engl. Meteorology and Geophysical Agency of Indonesia) in Badan Meteorologi, Klimatologi, dan Geofisika umbenannt.
Leiterin der BMKG ist seit November 2017 Dwikorita Karnawati.

## Aufgaben und Organisation
Die BMKG hat den Status einer ministeriumsunabhängigen Regierungseinrichtung und nimmt staatliche Aufgaben in den Bereichen Meteorologie, Klimatologie, Luftqualität und Geophysik gemäß den geltenden gesetzlichen Bestimmungen wahr. Zu diesen gehören unter anderem die Formulierung von Richtlinien, die Koordinierung von politischen Maßnahmen und internationaler Zusammenarbeit, Beobachtungen, Vorhersagen und Warnungen zum Wettergeschehen und seismischer Aktivität sowie Forschungsarbeit.
Der Zuständigkeitsbereich der BMKG ist in fünf Regionen mit jeweiligen Regionalzentren unterteilt:

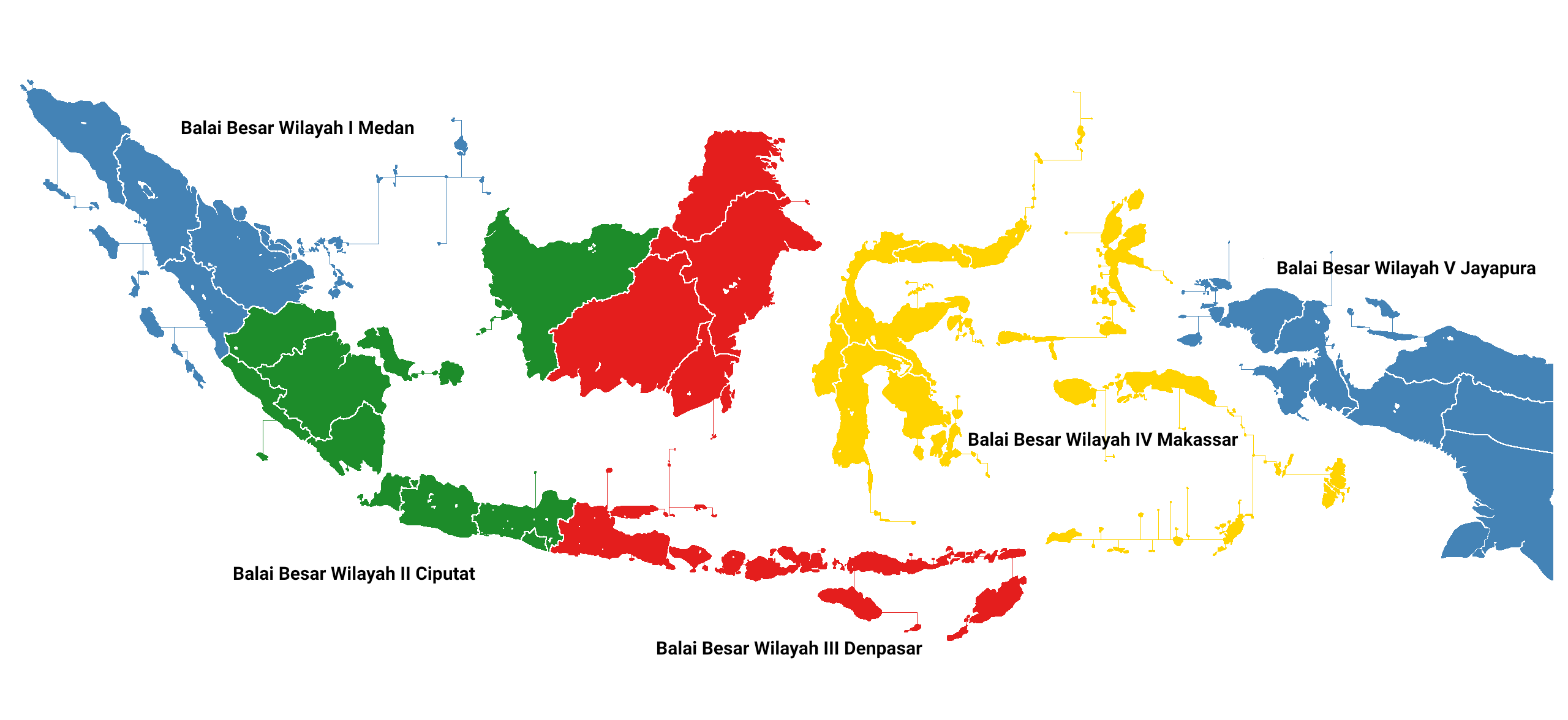

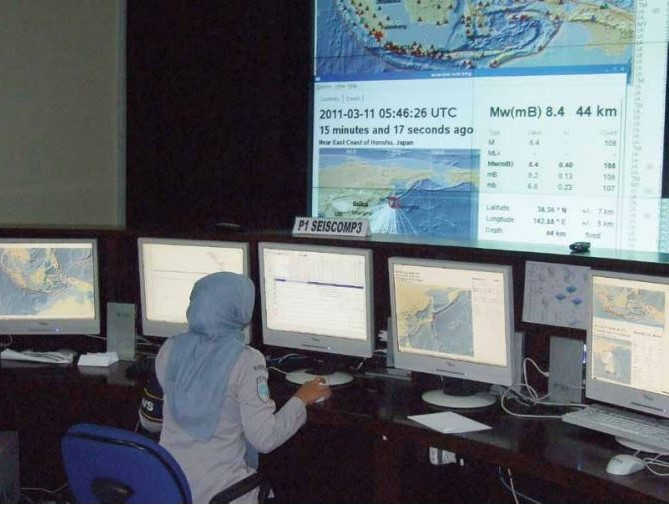
Überwachung seismischer Daten nach dem Tōhoku-Erdbeben im Jahr 2011

Die BMKG betreibt die Sekolah Tinggi Meteorologi Klimatologi dan Geofisika (STMKG). Diese wurde 1955 als Akademi Meteorologi dan Geofisika (AMG) gegründet und befand sich zunächst am Institut Teknologi Bandung, bevor sie 1960 nach Jakarta verlegt wurde. Darüber hinaus betreibt die BMKG beispielsweise seit 1986 in ihrem Hauptsitz in Jakarta ein Tropical Cyclone Warning Center (TCWC), welches die Entwicklung tropischer Wirbelstürme in der Region 90° bis 125° O und vom Äquator bis 10° S überwacht. In den Anfangsjahren bis zur Australischen Zyklonsaison 2007–2008 wurden die Aufgaben des Warndiestes jedoch noch vom TCWC Perth des australischen Bureau of Meteorology übernommen. Der erste durch das Jakarta TCWC benannte Sturm war schließlich Zyklon Durga im April 2008.

## Internationale Kooperationen (Beispiele)
- seit 2005: Memorandum of Understanding (MoU) mit der National Oceanic and Atmospheric Administration (NOAA)[9]
- seit April 2008: MoU mit dem International Consortium on Landslides (ICL)[10]
- seit Dezember 2023 (COP28): MoU mit dem National Center of Meteorology (NCM) der Vereinigten Arabischen Emirate[11][12]